# Georges de Crequi-Montfort
Henri Georges Le Compasseur de Créqui-Montfort Marqués de Courtivron (Sainte-Adresse, 27 de septiembre de 1877-Neuilly-sur-Seine, 4 de abril de 1966) fue un explorador, antropólogo, militar, diplomático, empresario y tirador deportivo francés que compitió en los Juegos Olímpicos de Estocolmo 1912 y en los Juegos Olímpicos de París 1924.

## Vida personal
Nació en Sainte-Adresse, Normandía. Su madre Eugénie Fiocre era bailarina, directora de la Ópera Garnier en París. Su padre, Stanislas Le Compasseur de Créqui-Montfort Marqués de Courtivron, era terrateniente y aristócrata.

## Carrera deportiva
En 1912 fue miembro del equipo francés que terminó sexto en la prueba de tiro al plato por equipos. En la competición de foso individual terminó en el puesto 35. También fue miembro del equipo francés que terminó sexto en la prueba de pistola de duelo por equipos de 30 metros. En la competición de pistola de tiro rápido de 30 metros terminó en el puesto 26. Doce años después terminó en el puesto 21 en la prueba de pistola de tiro rápido de 25 metros.